# نويكوسوت
نويكوسوت (بالإنجليزية: Nuiqsut, Alaska)‏ هي مدينة تقع في ولاية ألاسكا في الولايات المتحدة. تبلغ مساحة هذه المدينة 23.9 (كم²)، وترتفع عن سطح البحر 7 م، بلغ عدد سكانها 402 نسمة في عام 2010 حسب إحصاء مكتب تعداد الولايات المتحدة.

## التركيبة السكانية
حدّد مكتب تعداد الولايات المتحدة بيانات التركيبة السكانية لنويكوسوت في تعداد الولايات المتحدة. في ما يلي، التركيبة السكانية حسب تعدادي 2000 و 2010.

### تعداد عام 2000
بلغ عدد سكان نويكوسوت 433 نسمة بحسب تعداد عام 2000، وبلغ عدد الأسر 110 أسرة وعدد العائلات 91 عائلة مقيمة في المدينة. في حين سجلت الكثافة السكانية 18.8 نسمة لكل كيلومتر مربع (48.7/ميل2). وبلغ عدد الوحدات السكنية 126 وحدة بمتوسط كثافة قدره 5.5 لكل كيلومتر مربع (14.2/ميل2).
وتوزع التركيب العرقي للمدينة بنسبة 10.16% من البيض و 0.23% من الأمريكيين الأفارقة و 88.22% من الأمريكيين الأصليين و 0.46% من الأمريكيين ذوي الأصول الآسيوية و 0.92% من عرقين مختلطين أو أكثر و 0.23% من الهسبانيون أو اللاتينيون من أي عرق.
بلغ عدد الأسر 110 أسرة كانت نسبة 63.6% منها لديها أطفال تحت سن الثامنة عشر تعيش معهم، وبلغت نسبة الأزواج القاطنين مع بعضهم البعض 42.7% من أصل المجموع الكلي للأسر، ونسبة 22.7% من الأسر كان لديها معيلات من الإناث دون وجود شريك، بينما كانت نسبة 17.3% من الأسر لديها معيلون من الذكور دون وجود شريكة وكانت نسبة 17.3% من غير العائلات. تألفت نسبة 15.5% من أصل جميع الأسر من عدة أفراد يعيشون في نفس المنزل ونسبة 0.9% كانت تتألف من شخص يعيش بمفرده يبلغ من العمر 65 عاماً أو أكثر. وبلغ متوسط حجم الأسرة المعيشية 3.93، أما متوسط حجم العائلات فبلغ 4.24.
بلغ العمر الوسطي للسكان 23.8 عاماً. وكانت نسبة 42% من القاطنين تحت سن الثامنة عشر، وكانت نسبة 9.5% بين الثامنة عشر والرابعة والعشرين عاماً، ونسبة 30.3% كانت واقعةً في الفئة العمرية ما بين الخامسة والعشرين والرابعة والأربعين عاماً، ونسبة 13.6% كانت ما بين الخامسة والأربعين والرابعة والستين، ونسبة 4.4% كانت ضمن فئة الخامسة والستين عاماً فما فوق. يوجد لكل 100 أنثى 146.9 ذكر، ويوجد لكل 100 أنثى في الثامنة عشر من عمرها فما فوق 129.4 ذكر.
بلغ متوسط دخل الأسرة في المدينة 48,036 دولارًا، أما متوسط دخل العائلة فبلغ 46,875 دولارًا. وكان متوسط دخل الذكور 31,667 دولارًا مقابل 25,625 دولارًا للإناث. وسجل دخل الفرد الخاص بالمدينة 14,876 دولارًا. وكانت نسبة 3.2% من العائلات ونسبة 2.4% من السكان تحت خط الفقر، وكان من هؤلاء نسبة 1.1% تحت سن الثامنة عشر ونسبة 0% في الخامسة والستين من العمر وما فوق.

### تعداد عام 2010
بلغ عدد سكان نويكوسوت 402 نسمة بحسب تعداد عام 2010، وبلغ عدد الأسر 114 أسرة وعدد العائلات 84 عائلة مقيمة في المدينة. في حين سجلت الكثافة السكانية 17.5 نسمة لكل كيلومتر مربع (45.3/ميل2). وبلغ عدد الوحدات السكنية 136 وحدة بمتوسط كثافة قدره 5.9 لكل كيلومتر مربع (15.3/ميل2).
وتوزع التركيب العرقي للمدينة بنسبة 9.95% من البيض و 0.25% من الأمريكيين الأفارقة و 87.06% من الأمريكيين الأصليين و 2.74% من عرقين مختلطين أو أكثر.
بلغ عدد الأسر 114 أسرة كانت نسبة 50% منها لديها أطفال تحت سن الثامنة عشر تعيش معهم، وبلغت نسبة الأزواج القاطنين مع بعضهم البعض 35.1% من أصل المجموع الكلي للأسر، ونسبة 25.4% من الأسر كان لديها معيلات من الإناث دون وجود شريك، بينما كانت نسبة 13.2% من الأسر لديها معيلون من الذكور دون وجود شريكة وكانت نسبة 26.3% من غير العائلات. تألفت نسبة 21.1% من أصل جميع الأسر من عدة أفراد يعيشون في نفس المنزل ونسبة 4.4% كانت تتألف من شخص يعيش بمفرده يبلغ من العمر 65 عاماً أو أكثر. وبلغ متوسط حجم الأسرة المعيشية 3.47، أما متوسط حجم العائلات فبلغ 3.90.
بلغ العمر الوسطي للسكان 25.2 عاماً. وكانت نسبة 28.4% من القاطنين تحت سن الثامنة عشر، وكانت نسبة 21.1% بين الثامنة عشر والرابعة والعشرين عاماً، ونسبة 20.4% كانت واقعةً في الفئة العمرية ما بين الخامسة والعشرين والرابعة والأربعين عاماً، ونسبة 24.1% كانت ما بين الخامسة والأربعين والرابعة والستين، ونسبة 6% كانت ضمن فئة الخامسة والستين عاماً فما فوق. وتوزع التركيب الجنسي للسكان بنسبة 51.7% ذكور و 48.3% إناث.

## وصلات خارجية
- Community Information